# آهوماش ژاپنی
آهوماش ژاپنی (نام علمی: Lotus corniculatus) نام یک گونه از سرده آهوماش است.